# Ikigai
Ikigai je japonský koncept hledání smyslu života. Slovo zastřešuje oblast hledání smysluplného směru nebo smyslu života a s tím spojených činností (bezděčných nebo záměrných) vedoucích k dosažení 'ikigai', tedy pocitu uspokojení se smyslem života.

## Význam a původ slova
Oxfordský slovník angličtiny definuje ikigai jako „motivační sílu; něco nebo někoho, co dává člověku smysl, důvod k životu“. Obyvatelé japonského ostrova Okinawa ho popisují jako „důvod, proč ráno vstávat z postele“. Obecněji může odkazovat na něco, co přináší potěšení nebo naplnění.
Termín je složeninou dvou japonských slov: iki (生き, což znamená život; žít) a kai (甲斐, což znamená účinek; výsledek; cíl; plod; hodnota; užitek; prospěch – vyslovováno jako gai). Složenina se překládá jako „důvod, proč žít; proč být naživu; smysl života; to, kvůli čemu stojí za to žít; důvod existence“.

## Přehled
Ikigai může popisovat smysl života a motivaci. Podle studie Mičiko Kumano pocit ikigai, jak je popisován v japonštině, obvykle znamená pocit úspěchu a naplnění, který následuje, když se lidé věnují svým vášním. Činnosti, které vyvolávají pocit ikigai, nejsou jedinci vnucovány; jsou vnímány jako spontánní a podnikají se dobrovolně, jsou tedy osobní a závisí na vnitřním „Já“ člověka.
Podle psychologa Kacuji Inoueho je ikigai pojem sestávající ze dvou aspektů: „zdroje nebo objekty, které přinášejí životu hodnotu a smysl“ a „pocit, že život člověka má hodnotu a smysl díky existenci jeho zdroje nebo objektu“. Ze sociálního hlediska Inoue klasifikuje ikigai do tří směrů – sociální ikigai, nesociální ikigai a antisociální ikigai. Sociální ikigai se týká ikigai, které jsou společností přijímány prostřednictvím dobrovolnických aktivit a kroužků. Asociální ikigai je ikigai, které se společností přímo nesouvisí, například víra nebo sebekázeň. Antisociální ikigai se týká ikigai, které jsou základní motivací k životu prostřednictvím temných emocí, jako je touha někoho nebo něco nenávidět nebo mít nadále touhu po pomstě.
Reportér National Geographic Dan Buettner naznačil, že ikigai může být jedním z důvodů dlouhověkosti obyvatel Okinawy. Podle Buettnera mají Okinawané menší touhu odejít do důchodu, protože lidé pokračují ve své oblíbené práci, dokud jsou zdraví. Za důležitý důvod dlouhého života obyvatel Okinawy se považuje také moai, úzká skupina přátel, kteří spolu tráví volný čas a navzájem si radí a pomáhají.

## Raná popularizace
Ačkoli pojem ikigai existuje v japonské kultuře již dlouho, poprvé jej zpopularizovala japonská psychiatrička a akademička Mieko Kamija ve své knize "O smyslu života" (生きがいについて, ikigai ni cuite) z roku 1966. Kniha zatím nebyla přeložena do češtiny.

## Význam ikigai
V 60., 70. a 80. letech 20. století se mělo za to, že ikigai směřuje buď ke zlepšení společnosti ("podřízení vlastních přání ostatním"), nebo ke zlepšení sebe sama ("následování vlastní cesty").
Podle antropoložky Čikako Ozawa de Silvy pro starší generaci v Japonsku mělo ikigai význam „zapadnout do této standardní formy společnosti a rodiny“, zatímco mladší generace uváděla, že její ikigai se týkalo „snů o tom, čím by se mohli stát v budoucnosti“.
Studie ukázaly, že lidé, kteří nenašli své ikigai, mají větší pravděpodobnost výskytu kardiovaskulárních onemocnění. Nebyla však prokázána žádná souvislost se vznikem zhoubných nádorů.